# Marianna Pensky
Marianna Pensky (ros. Марианна Яновна Пенская; ur. 1959) – amerykańska matematyk, doktor, profesor University of Central Florida.

## Życiorys
Ukończyła studia na Perm State University w 1981 r.
Od 2011 – członek International Statistical Institute.
Jest członkiem Rady Dyrektorów International Society for NonParametric Statistics (ISNPS).
Marianna Pensky jest redaktorem naczelnym czasopisma Journal of Statistical Planning and Inference.
Jest autorką The Stress-strength Model and Its Generalizations: Theory and Applications (World Scientific Publishing, 2003).
Wiele jej prac opublikowano w Annals of Statistics, Journal of the Royal Statistical Society (Series B), Electronic Journal of Statistics.